# Kecamatan Bojongmanik
Kecamatan Bojongmanik är ett distrikt i Indonesien.   Det ligger i provinsen Banten, i den västra delen av landet, 90 km sydväst om huvudstaden Jakarta.